# Giuseppe Mario Bellanca
Giuseppe Mario Bellanca (19 de març de 1886 – 26 de desembre de 1960) va ser un dissenyador i constructor d'avions italo-americà que l'any 1922 va construir el monoplà de cabina tancada als Estats Units. Aquesta aeronau és ara exposada al centre Steven F. Udvar-Hazy del Museu Nacional del Aire i l'Espai.

## Biografia
Giuseppe Bellanca va néixer el 19 de març de 1886 a Sciacca, Itàlia. Es va graduar a la Universitat Politècnica de Milà amb un grau en enginyeria i va emigrar a Brooklyn, Estats Units, al octubre de 1911. Al sòtan de casa seva, va construir el seu primer avió, amb el que va aprendre a pilotar al aeròdrom de Mineola, i va fundar la Bellanca Flying School (1912-1916).
L'any 1921, es va traslladar a Omaha, Nebraska i, amb Victor Roos, va formar l'empresa Roos-Bellanca Aircraft Company. L'any 1923 va construir el seu primer avió amb cabina, el Bellanca CF Air Sedan, que va guanyar fins a tretze primers premis en carreres de velocitat. Malauradament per a l'empresa, en aquells moments hi havia excedents de material militar de la Gran Guerra i no hi havia públic per avions de nou disseny.
Després d'això es va arruïnar i va tornar a Nova York on va entrar a treballar a la Wright Aeronautical Corporation on va projectar i construir el prototip Bellanca WB-1, que es va estavellar durant el vol de prova. Tot i això, la Wright li va permetre construir el segon model, el WB-2, que va guanyar totes les proves de l'exhibició aèria de 1926 a Filadèlfia.
El 4 de juliol de 1927, va ser portada de la revista Time i aquell mateix any, va formar una societat amb Charles A. Levine per crear la Columbia Aircraft Corp. Junts van comprar el WB-2 a la Wright, que havia perdut l'interès per la aviació civil a causa de la gran demanda d'aeroplans militars per part de les forces aèries nord-americanes. El 25 d'abril de 1927, Clarence Chamberlin i Bert Acosta van establir un nou rècord mundial de permanència en vol sense fer benzina, amb un total de 51 hores, en un Bellanca WB-2.
Després de la poc duradora societat amb Levine, Bellanca va formar una nova empresa, la Bellanca Aircraft Corporation of America amb l'ajut financer de la família du Pont. L'empresa es va posar en marxa per desenvolupar una ampla gamma d'aeronaus d'aviació general i avions comercials lleugers. L'empresa American Champion produeix actualment algunes de les aeronaus de la línia Bellanca.
L'any 1941, Bellanca va ser anomenat cap del departament d'aviació a Higgins Industries, a Nova Orleans on va dissenyar avions de càrrega durant la Segona Guerra Mundial. El 1954, va formar la Bellanca Development Company.
Giuseppe va morir de leucèmia a Memorial Hospital a Nova York el 26 de desembre de 1960.

## Arxiu
L'any 1993, els seus documents van ser arxivats al Museu Nacional de l'Aire i l'Espai.